# Bururi
Bururi là một thành phố nằm ở phía nam Burundi. Đây là thủ phủ của tỉnh Bururi và có khoảng 20.000 dân vào năm 2007.

## Lịch sử
Vào ngày 29 tháng 4 năm 1972, một cuộc thảm sát đã diễn ra tại đây. Các hiến binh Hutu địa phương ở Bururi đã đánh bật sự kiểm soát của chế độ quân sự Micombero của người Tutsi. Một nền cộng hòa được tuyên bố, nhưng ngay tuần sau đó bị quân đội Burundi đàn áp.

## Địa lý
Thành phố nằm ở trung tâm của tỉnh, phía đông Hồ Tanganyika, ở độ cao 1836 mét so với mực nước biển. Bururi nằm cách Bujumbura, thành phố lớn nhất của đất nước, khoảng 62 km về phía nam-đông nam. Về phía tây của thành phố là Khu bảo tồn thiên nhiên Rừng Bururi.

## Tôn giáo
Trụ sở của giáo phận Bururi được thành lập vào ngày 6 tháng 6 năm 1961. Có Nhà thờ Marie-Reine.